# In Rave We Trust
In Rave We Trust - Amateur Hour (Anthem Mix) è un singolo del gruppo musicale tedesco Scooter, pubblicato nel 2017 come terzo estratto dall'album Scooter Forever. Il ritornello e i testi sono presi dalla versione presente nell'album, ma il resto del brano è completamente nuovo. Questa versione è inclusa nella compilation 100% Scooter - 25 Years Wild & Wicked e non è stata rilasciata in formato CD. Il brano è una cover di Amateur Hour degli Sparks. È stato l'ultimo singolo pubblicato con Phil Speiser.

## Storia
Il brano è stato presentato per la prima volta il 7 luglio 2017 durante un concerto a Lipsia, insieme ad altri brani inediti.In questa occasione, il brano era in una versione completamente diversa, basata su jumpstyle e con un ritornello alternativo. La versione dell'album, uscita a settembre, è basata su hardstyle, risultando più veloce e potente ma anche più semplice in alcuni aspetti.
Nel novembre 2017 è stato annunciato che il brano sarebbe stato incluso nella compilation 100% Scooter - 25 Years Wild & Wicked come nuovo singolo. Ha ricevuto un sottotitolo ("Amateur Hour") e una terza versione riscritta, orientata verso il progressive house e l'EDM.

## Tracce
1. In Rave We Trust - Amateur Hour (Anthem Mix) – 3:25
2. In Rave We Trust - Amateur Hour (Anthem Club Mix) – 4:41

## Altre versioni
Durante i concerti estivi del 2017 è stata eseguita una versione completamente diversa, basata su jumpstyle. L'album Forever contiene una versione basata su hardstyle.

## Videoclip
Il videoclip è composto principalmente da riprese del concerto tenuto al Untold Festival di Cluj-Napoca nel 2016, con alcune nuove scene aggiunte. Nel videoclip compare anche il logo del festival, suggerendo che si tratti di un video promozionale.